# Neiman Marcus
Neiman Marcus Group, Inc. er en amerikansk detailhandelskæde med hovedkvarter i Dallas, Texas. De ejer stormagasinkæderne Neiman Marcus (36 butikker), Bergdorf Goodman (2 butikker), Horchow og Last Call. De åbnede deres første butik i Dallas i 1907 og har i dag 10.000 ansatte.